# 3,7 cm FlaK 18
3,7 cm FlaK 18 (нем. 3,7 cm Flugabwehrkanone 18 — 3,7-см зенитная пушка 1918 года) — немецкое 37-миллиметровое автоматическое зенитное орудие, разработанное компанией «Рейнметалл».

## История
Орудие разработано в конце 1920-х годов компанией «Рейнметалл» (с участием швейцарской оружейной компании «Золотурн», располагавшейся в одноимённом городе, контрольным пакетом акций которой владел на тот момент «Рейнметалл») по заказу СССР на разработку в Германии различных образцов вооружения и военной техники, в том числе и 37-мм автоматической пушки. Разработанное 37-мм орудие получило фирменный индекс ST 10, и в 1930 году полный комплект конструкторской и технологической документации на него был передан СССР, получив в РККА обозначение 37-мм автоматическая зенитная пушка образца 1930 года (4-К).
После этого компания «Рейнметалл» немного доработала орудие ST 10 под требования германских вооружённых сил, и в 1935 году оно было принято на вооружение вермахта под обозначением 3,7 cm FlaK 18. Цифра 18 теоретически означала год разработки, но в целях сохранения тайны (в соответствии с условиями Версальского мирного договора Германии было запрещено разрабатывать собственные зенитные системы) дата была сфальсифицирована.
3,7 cm FlaK 18 применялись в ходе гражданской войны в Испании и в ходе Второй мировой войны.

## Описание орудия
Автоматика пушки работала за счёт энергии отдачи при коротком ходе ствола. Орудие имело поршневой затвор и 2-скоростные приводы наведения. Питание боеприпасами осуществлялось при помощи обойм на 6 выстрелов. Стрельба выстрелами 37 × 263 mm B велась с тумбового лафета без противооткатных устройств, имевшего крестообразное основание, опиравшееся на грунт четырьмя домкратами. В походном положении пушка устанавливалась на составную 2-осную подрессоренную повозку Sd.Ah. 104 (сокр. от нем. Sonderanhänger 104 — специальный прицеп), состоящую из двух 1-осных тележек, одна из которых имела тягово-сцепное устройство для буксировки (связующим звеном между тележками служило само крестообразное основание лафета, 2 противоположные станины которого, расположенные в продольной плоскости походного положения орудия, устанавливались на соответствующие тележки). Установка орудия на повозку и снятие с неё производились с помощью цепной лебёдки. Данная повозка была тяжёлой и неповоротливой, а время перевода орудия из походного положения в боевое и обратно — слишком долгим, что являлось по сути одним из слабых мест 3,7 cm FlaK 18.
В итоге был разработан улучшенный вариант 3,7 cm FlaK 36, в котором качающаяся часть орудия 3,7 cm FlaK 18 была установлена на новый лафет, имевший 3-опорное основание (опоры разнесены на 120°), при этом в конструкцию качающейся части был введён тормоз отката. Орудие получило усовершенствованный прицел Flakvisier 36, а вместо составной 2-осной повозки — отделяемый 1-осный колёсный ход Sd.Ah. 52, применявшийся для транспортировки всех последующих модификаций орудия (за исключением 3,7 cm FlaK-Zwilling 43), а также для транспортировки счетверённой установки 2 cm FlaK-Vierling 38. 3,7 cm FlaK 36 широко применялось в германских войсках как в буксируемом варианте, так и в самоходном — на различных железнодорожных и автомобильных платформах (бронированных и небронированных).
Существовали также корабельные 1-орудийные версии 3,7 cm FlaK 36, устанавливаемые как правило на некоторых небольших кораблях кригсмарине. В основном это были армейские орудия, качающаяся часть которых устанавливалась на корабельные лафеты примерно того же типа, что и 1-орудийный лафет FlakLM 42 корабельного зенитного орудия 3,7 cm FlaK M42, из-за чего данные артиллерийские установки кроме казённой части визуально отличались лишь длиной ствола (более длинный ствол у 3,7 cm FlaK M42). По некоторым источникам, орудие 3,7 cm FlaK M42 фактически являлось длинноствольной версией 3,7 cm FlaK 36 (c увеличенной до 69 калибров длиной ствола), однако другими источниками это не подтверждается.

## Варианты и модификации
- 3,7 cm FlaK 36 — модификация 1936 года с модернизированной автоматикой, новыми прицельными приспособлениями и отделяемым 1-осным колёсным ходом.
- 3,7 cm FlaK 37 — модификация 1937 года: версия 3,7 cm FlaK 36 с усовершенствованным прицелом Flakvisier 37 и другими незначительными конструктивными изменениями, направленными на упрощение производства[1].
- BK 3,7 (сокр. от нем. 3,7 cm Bordkanone) — авиапушка образца 1942 года на основе качающейся части 3,7 cm FlaK 18[10].
- 3,7 cm FlaK 43 — модификация 1943 года: глубокая модернизация орудия 3,7 cm FlaK 36 с принципиально новой схемой автоматики на основе конструкции 30-мм авиапушки MK 103.

## Страны-эксплуатанты
- Нацистская Германия — принято на вооружение вермахта в 1935 году.
- Царство Болгария — во время Второй мировой войны орудия находились на вооружении болгарской армии. После перехода Болгарии на сторону Антигитлеровской коалиции, орудия перешли на вооружение Болгарской Народной армии и использовались в боевых действиях 1944—1945 гг. против немецких войск[11].
- Финляндия — в 1944 году 4 орудия 3,7 cm FlaK 37 и 3200 выстрелов к ним были переданы немцами для финской армии, использовались под наименованием 37 ItK/37[3].

## Галерея
- Постановка 3,7 cm FlaK 36 на колёсный ход и снятие орудия с огневой позиции в районе Суста (сдача немецкими войсками оружия в мае 1945 года).
- 3,7 cm FlaK 36, установленное либо на причале, либо на борту судна в одном из балканских портов, 1943 год.
- 3,7 cm FlaK 37, установленное в кузове грузового автомобиля на советско-германском фронте, 1943 год.
- 3,7 cm FlaK 37 на огневой позиции в Италии, 1944 год.